# Tokioter Börse

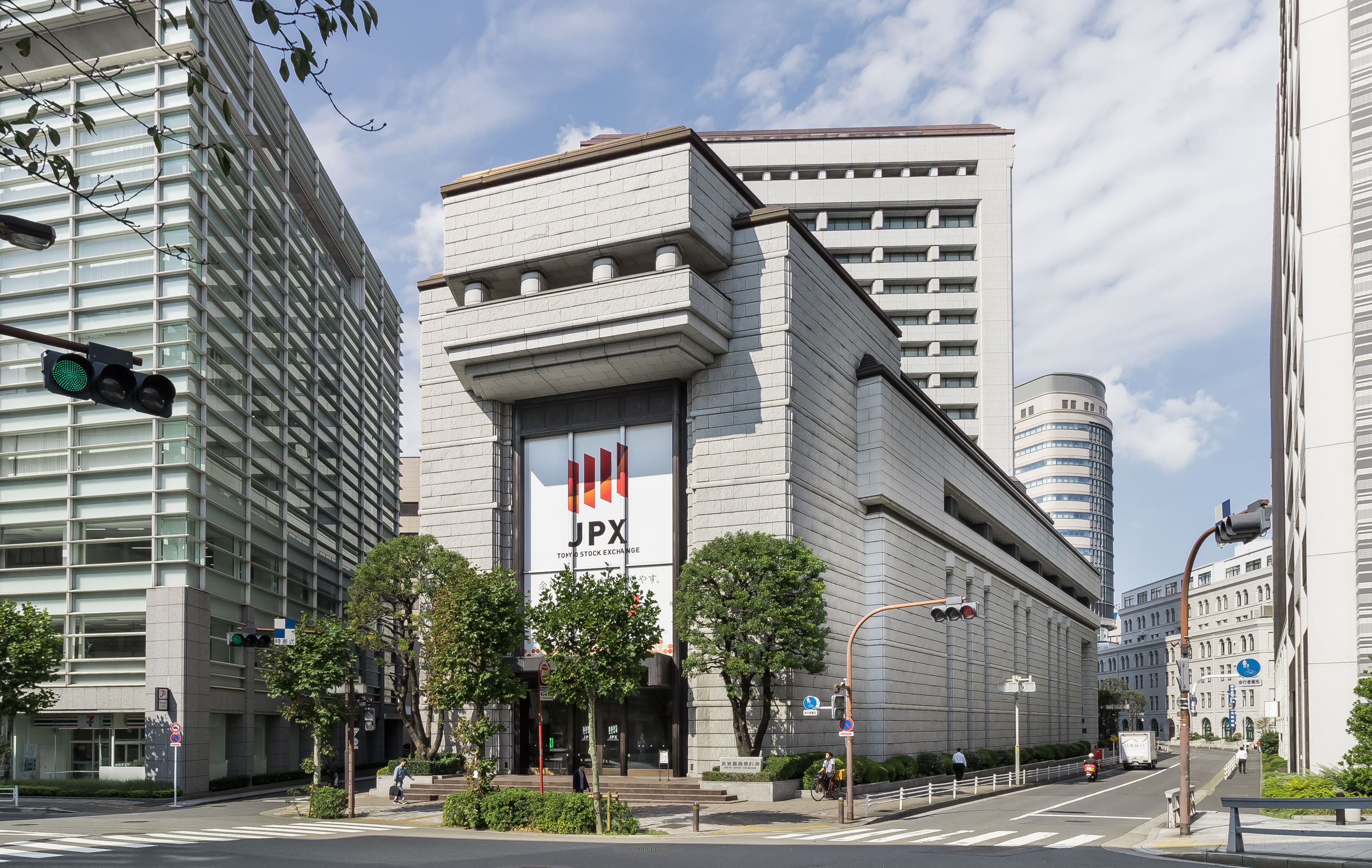
Ansicht der Tokioter Börse

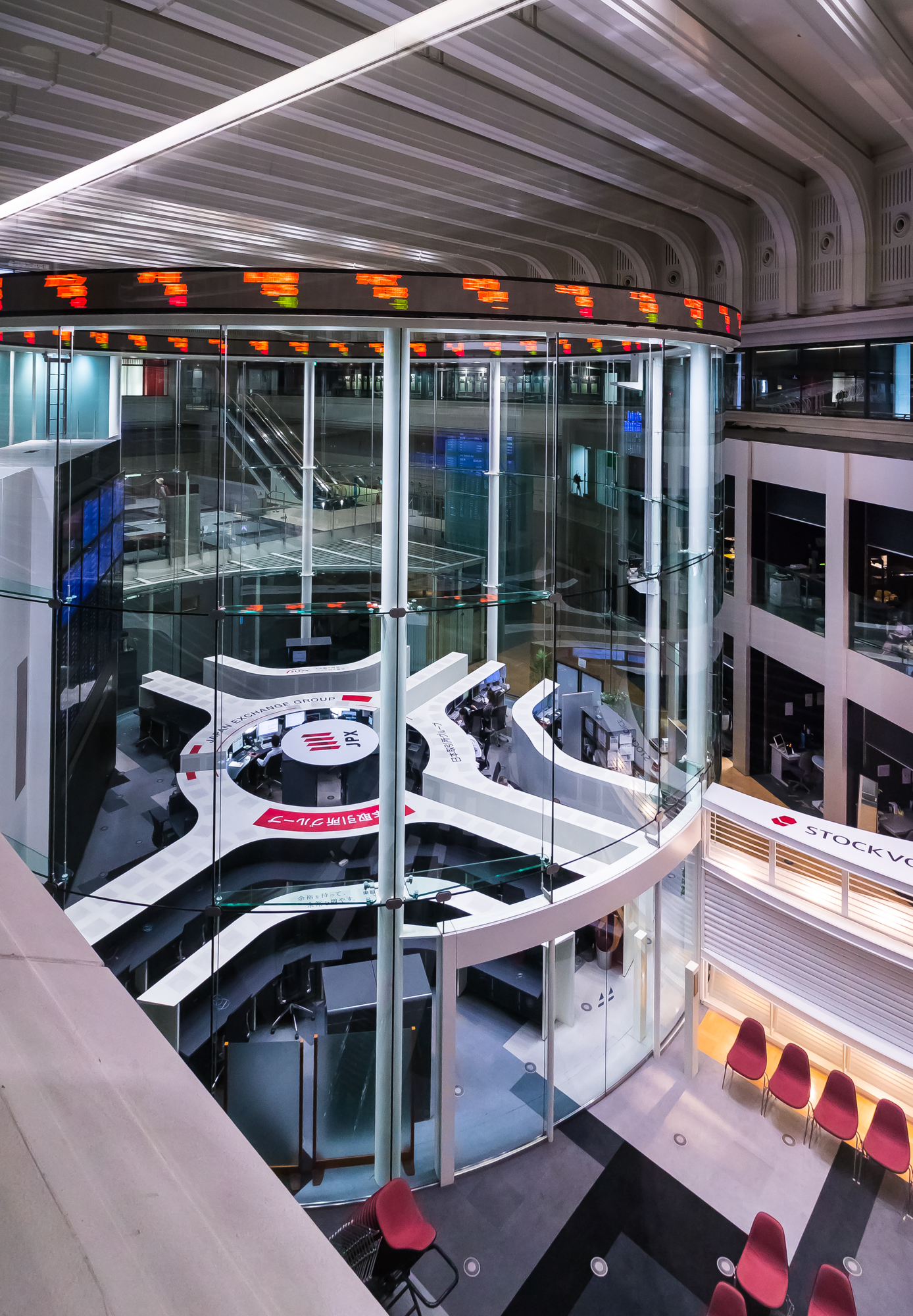
Hauptraum der Tokioter Börse

Die Tokioter Börse (jap. 株式会社東京証券取引所, Kabushiki-gaisha Tōkyō Shōken Torihikijo, engl. Tokyo Stock Exchange, Incorporated) ist eine Wertpapierbörse im Stadtteil Kabutochō des Tokioter Bezirks Chūō, und die größte ihrer Art in Japan und Ostasien.
Die Marktkapitalisierung aller an der Tokioter Börse gelisteten Unternehmen betrug im August 2017 5.608 Milliarden US-Dollar, womit sie die drittgrößte Börse der Welt ist.

## Geschichte
Die Börse wurde am 15. Mai 1878 in Tokio gegründet und der erste Handel begann am 1. Juni 1878. 1943 wurde die Börse mit 10 anderen kleineren Börsen des Landes zur einzigen Börse Japans zusammengeschlossen. Infolge der Bombardierung von Nagasaki musste die Börse neu organisiert werden und wurde schließlich im April 1947 von den US-Besatzungsbehörden ganz aufgelöst. Nach der Novellierung des Börsengesetzes im April 1948 wurden am 1. April 1949 Wertpapierbörsen in Tokio, Osaka (Ōsaka Shōken Torihikijo/Osaka Securities Exchange) und Nagoya (Nagoya Shōken Torihikijo/Nagoya Securities Exchange) eingerichtet, wobei ab 16. Mai gehandelt wurde.

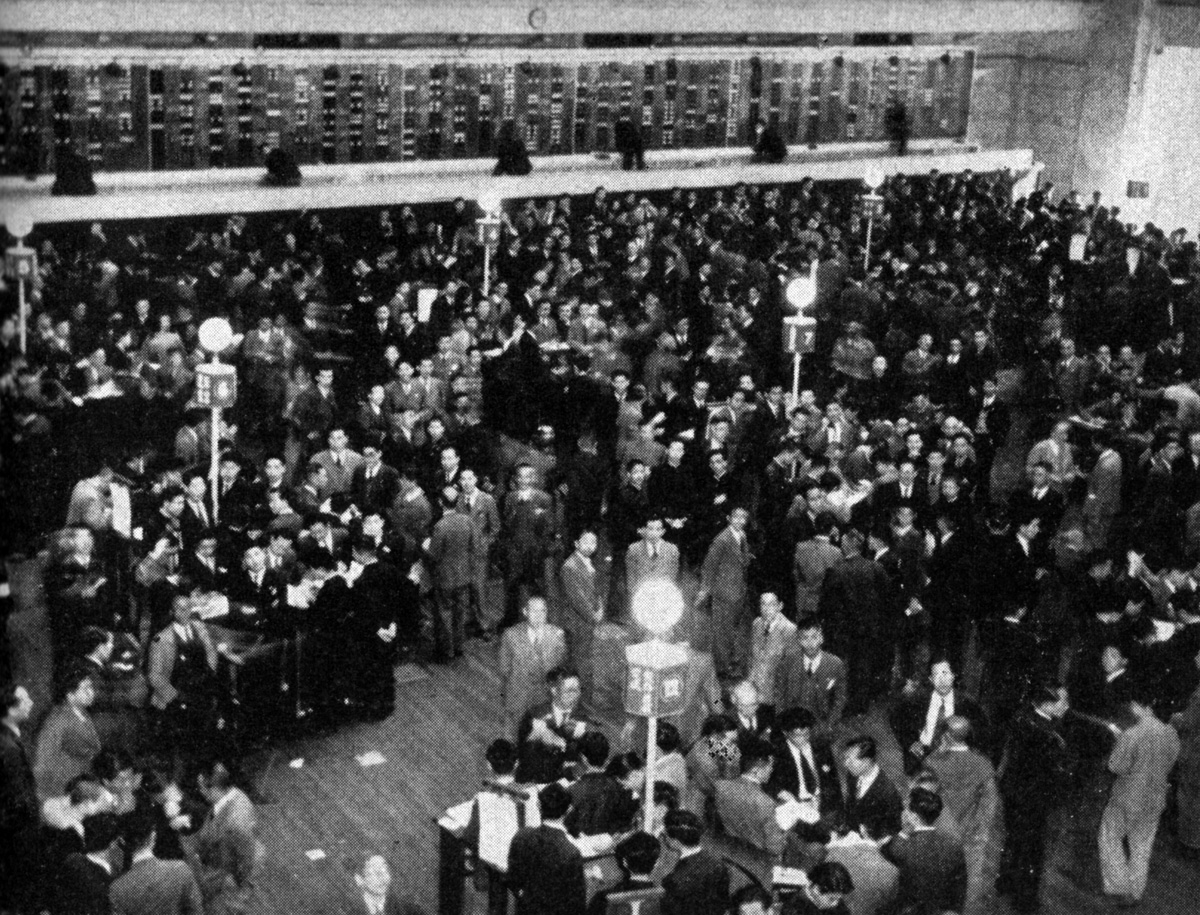
Tokioter Börse (1950)

Am 30. April 1999 wurde der gesamte Parketthandel zugunsten des elektronischen Börsenhandels (Computerbörse) aufgegeben.
Im November 2005 war es an der Tokioter Börse wegen eines Programmfehlers stundenlang nicht möglich, Handel zu betreiben.
Im Januar 2010 gab die Tokioter Börse den Start eines neuen schnellen Handelssystems mit dem Namen Arrowhead bekannt, das eine Latenzzeit von 5 Millisekunden haben soll.
Am 22. November 2011 kündigten die Tokyo Stock Exchange und die Osaka Stock Exchange an, dass sie bis Januar 2013 fusionieren wollen. Mit Vollzug der Fusion am 1. Januar 2013 entstand unter dem Namen Japan Exchange Group der weltweit drittgrößte Handelsplatz hinter der NYSE Euronext und der Technologiebörse NASDAQ.

## Hintergründe
An der Tokioter Börse werden Aktien von über 2200 japanischen und 31 ausländischen Unternehmen gehandelt. Börsenindex der Tokioter Börse ist der Nikkei 225, initiiert von der Nihon Keizai Shimbun (kurz: Nikkei), der heutzutage in der Version mit 225 Werten zum Standard gehört. In den Jahren der Stagnation nach dem Ende der Bubble Economy 1990 wurde der umfangreichere TOPIX (Tokyo Price Index) mit 1645 Werten ungleich aussagekräftiger, da der damalige Nikkei 300 zu einem großen Teil Aktien von Firmen notierte, deren Aktien von anderen Holdings hauptsächlich zu strategischen Beteiligungszwecken statt zu Anlagezwecken gehortet wurden und praktisch nicht am Markt verfügbar sind. In den ersten Jahren des 21. Jahrhunderts ist der Topix nicht über die Werte aus der Anfangszeit der Bubble Economy (1985–1986) hinausgekommen und verharrt somit abgesehen vom Hoch Ende der 1980er-Jahre seit 20 Jahren auf etwa dem gleichen Niveau. Gründe sind unter anderem der weitgehende Vertrauensverlust und die Zurückhaltung bei Privatanlegern, wofür zahlreiche Finanzskandale, unlautere Geschäftspraktiken und wiederholtes grobes Missmanagement in den meisten großen Finanzinstituten verantwortlich sind.

## Indizes
Unter anderem bilden folgende Indizes die Tokioter Börse ab:
- der Nikkei 225
- der TOPIX
- der JPX-Nikkei 400 Index

## Handel
Die Tokioter Börse ist geöffnet montags bis freitags von 9:00 Uhr bis 11:30 Uhr und 12:30 Uhr bis 15:00 Uhr Ortszeit (entspricht 1:00 Uhr bis 3:30 Uhr und 4:30 Uhr bis 7:00 Uhr MEZ, bei Sommerzeit jeweils eine Stunde später, weil Japan keine Sommerzeitumstellung vornimmt).